# Burg Ottenstein
Die Burg Ottenstein ist eine Höhenburg in Rastenfeld, KG Ottenstein im Waldviertel in Niederösterreich und steht auf einer Anhöhe über dem Stausee Ottenstein. Sie wird auch oft als Schloss Ottenstein bezeichnet.
Einer der Ottensteiner war Hugo de Ottenstaine, der 1177 erstmals urkundlich erwähnt wurde. Die Burg selbst dürfte aber älter sein. Die Ottensteiner waren verwandt mit den Herren von Rauheneck bei Baden. Die Burg befand sich bis in die erste Hälfte des 15. Jahrhunderts in ihrem Eigentum.
Als Besitzer folgte ein Tobias von Rohr, der aber auf Grund seiner Übergriffe 1448 nach einer Belagerung der Burg gefangen genommen wurde. Später standen die Herren von Rohr im Dienst von Matthias Corvinus. 1516 kam die Burg in den Besitz von Paul Stodoligk. Unter seinem Sohn Eustach wurden zahlreiche Umbauten, wie die Vorburg, durchgeführt. 1536 wurde sie an die Familie Lamberg verkauft und war über 400 Jahre in deren Besitz. Die Lambergs wurden 1544 in den Freiherrenstand erhoben und führten den Namen Freiherren von Ortenegg und Ottenstein. 1667 wurden sie Grafen.
Zweimal wurde die Burg im Dreißigjährigen Krieg belagert, beide Male, 1622 und 1640, erfolglos.
Ab 1679 erfolgten zahlreiche barocke Umbauten, die heute noch sichtbar sind. Die Kapelle, dem hl. Florian geweiht, wurde von Lorando Aliprandi mit viel Stuck versehen. Im sogenannten Päpstezimmer hängen Porträts von 241 Päpsten.
Die Kunstsammlung, die von den Lambergs angelegt wurde, schenkte Franz Adam von Lamberg 1822 der dadurch entstandenen Galerie der Akademie der bildenden Künste in Wien. Das Archiv verwahrt das Niederösterreichische Landesarchiv.
Wie viele anderen Burgen wurde sie um 1867 bis 1878 romantisiert und erhielt Kegel- und Zeltdächer und rot-weiß-rote Fensterläden.
Zu den ältesten Teilen der Burg zählt die Burgkapelle mit Fresken aus der zweiten Hälfte des 12. Jahrhunderts, die erst 1975 freigelegt wurden.
Um 1940 wurde das Gebiet um die Burg wegen der Errichtung des Truppenübungsplatzes Döllersheim entsiedelt. Die Burg wurde an das Deutsche Reich verkauft. So wurde sie als ehemaliges deutsches Eigentum nach dem Zweiten Weltkrieg von der sowjetischen Besatzungsmacht unter USIA-Verwaltung gestellt und als Offiziersunterkunft verwendet, wobei sie stark in Mitleidenschaft gezogen wurde. Die seit 1958 von der EVN gepachtete Burg ist im Eigentum der Windhag’schen Stipendiumstiftung.
Zur touristischen Nutzung wurde in der Vorburg ein Schlossrestaurant eingerichtet, das aber aufgrund rückgehender Besucherzahlen im Jahr 2014 durch den Betreiber geschlossen wurde. Gegenwärtig wird die Schlossküche nur noch gegen Vorankündigung größerer Gruppen bzw. für Hochzeiten betrieben. 2001 fand in Kooperation mit dem nahe liegenden Schloss Waldreichs eine Landesausstellung mit dem Thema Sein und Sinn, Burg und Mensch statt.

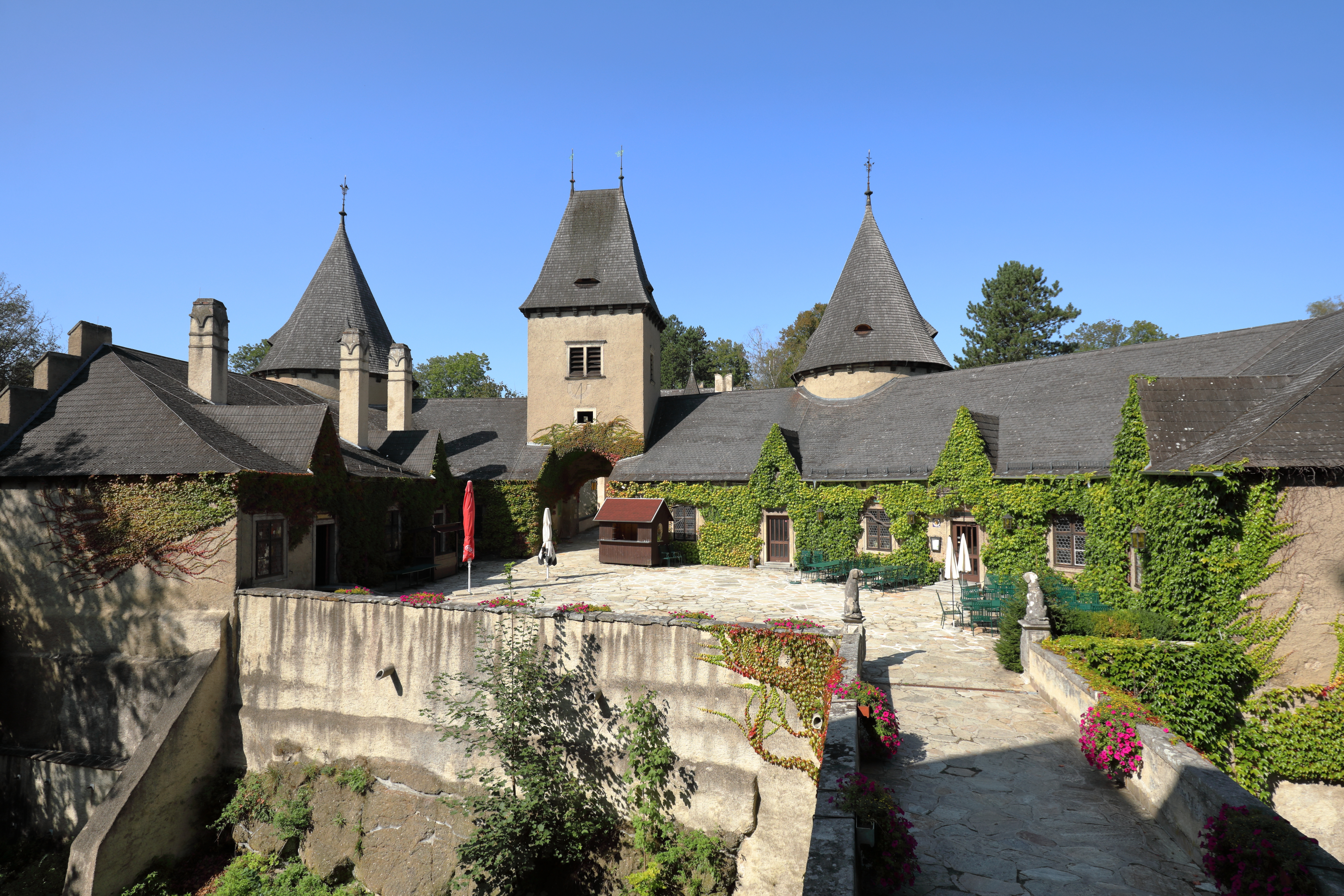
Vorburg
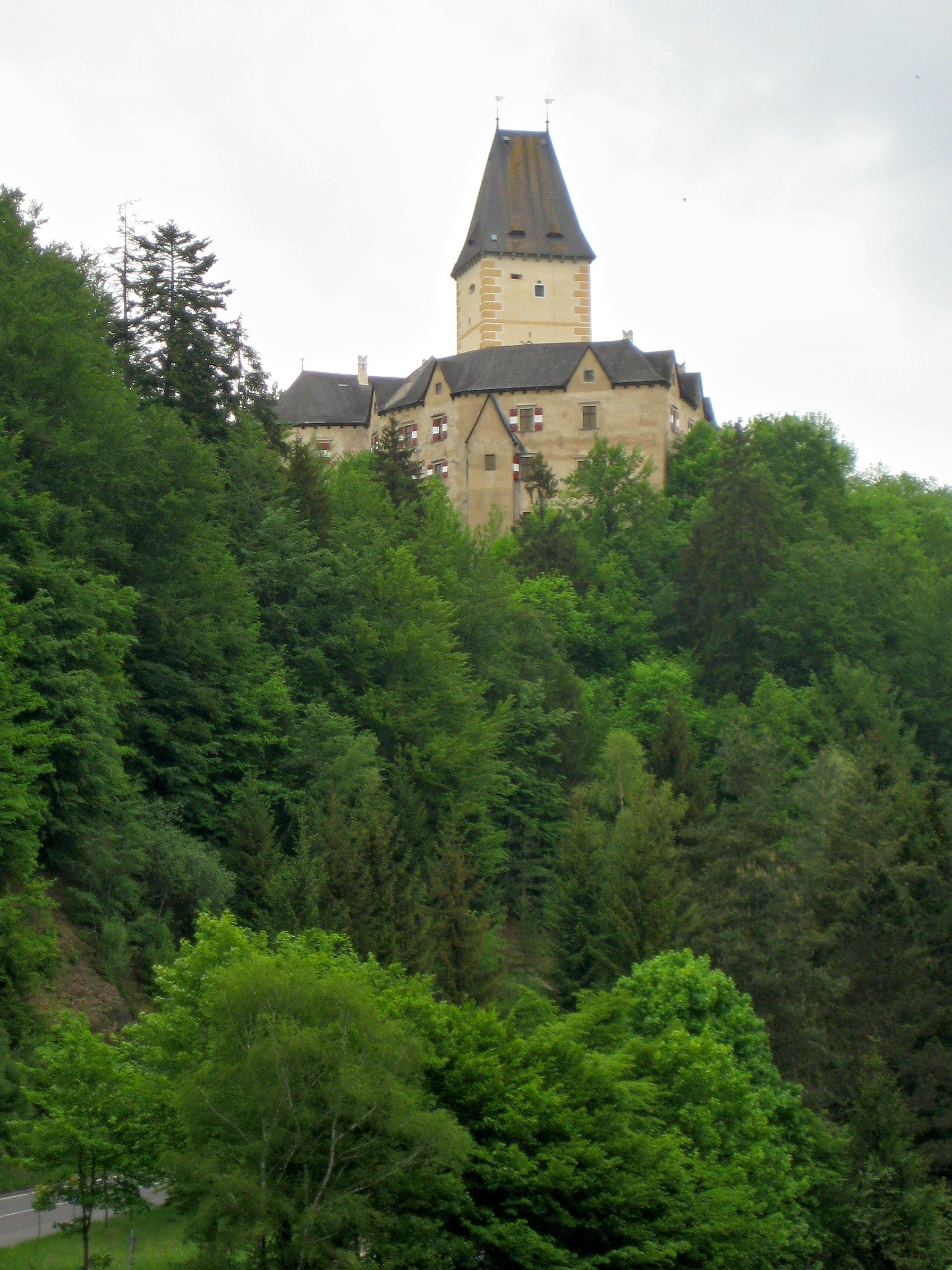
Blick auf die Burg vom Fuß des Stausees
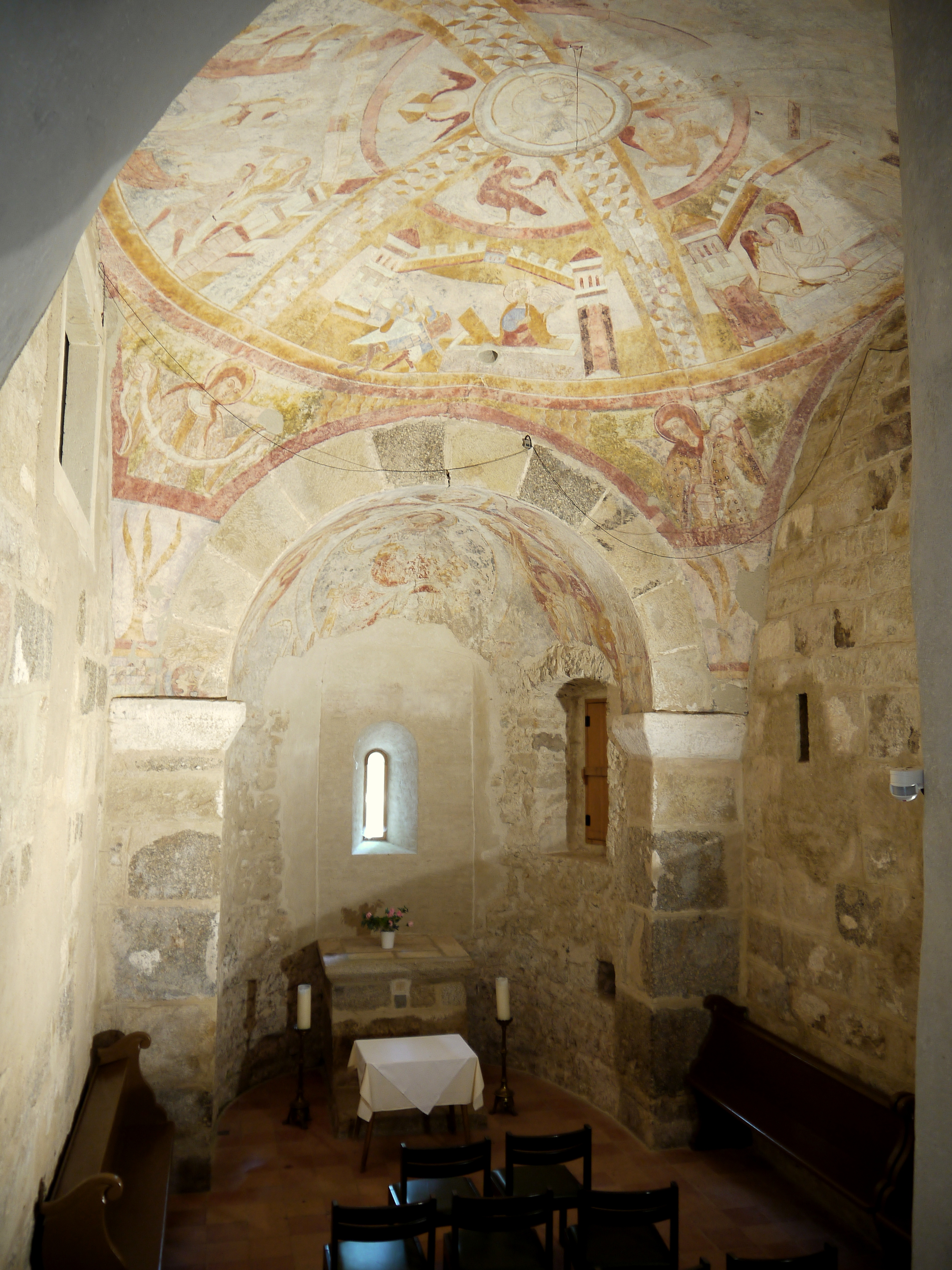
Kapelle